# The Sabbath Stones
The Sabbath Stones je kompilační album anglické heavy metalové skupiny Black Sabbath, vydané v roce 1996 u IRS Records.

## Seznam skladeb
1. "Headless Cross" (Headless Cross)
2. "When Death Calls" (Headless Cross)
3. "Devil And Daughter" (Headless Cross)
4. "The Sabbath Stones" (Tyr)
5. "The Battle Of Tyr" (Tyr)
6. "Odin's Court" (Tyr)
7. "Valhalla" (Tyr)
8. "TV Crimes" (Dehumanizer)
9. "Virtual Death" (Cross Purposes)
10. "Evil Eye" (Cross Purposes)
11. "Kiss Of Death" (Forbidden)
12. "Guilty As Hell" (Forbidden)
13. "Loser Gets It All" (Forbidden Japanese version)
14. "Disturbing the Priest" (Born Again)
15. "Heart Like A Wheel" (Seventh Star)
16. "The Shining" (The Eternal Idol)

## Producenti
- Tony Iommi & Cozy Powell – Skladby 1-7
- Mack for Musicland GmbH – Skladba 8
- Leif Mases / Black Sabbath – Skladby 9,10
- Ernie C. – Skladby 11-13
- Robin Black – Skladba 14
- Jeff Glixman & Chris Tsangerides – Skladba 15
- Jeff Glixman & V. Cooper – Skladba 16